# Marek Ambra
Marek Ambra (* 20. Mai 2003) ist ein slowakischer Eishockeytorwart.

## Karriere
Nachdem Ambra beim HC Topoľčany und Győri ETO HC ausgebildet worden war, wurde er zur Saison 2021/22 Teil der ersten Mannschaft des HK Iskra Partizánske in der drittklassigen 2. Liga. In der Hauptrunde kam er nicht zum Einsatz und gab in den Playoffs sein Debüt für den Verein. Nach nur einer Saison verließ er den Verein wieder und schloss sich erneut seinen Ausbildungsverein HC Topoľčany an, für den er in der U20-Mannschaft spielte. Am Ende der Saison 2022/23 kam er in den Playoffs zu seinem Debüt in der zweitklassigen 1. Liga und wurde dabei bei der 2:7-Niederlage gegen Vlci Žilina am 17. März 2023 eingesetzt. In der Achtelfinalserie gegen Žilina kam er zu einem weiteren Einsatz und musste sich schlussendlich im Best-of-Seven-Modus klar mit 1:4 geschlagen geben.